# 2002 FX6
2002 FX6 est un objet transneptunien encore peu connu, très faisant probablement partie des cubewanos. 

## Caractéristiques
2002 FX6 mesure environ 190 km de diamètre.